# Lis pastelowy
Lis pastelowy – polska odmiana lisa pospolitego (Vulpes vulpes).
Lis pastelowy charakteryzuje się ciemnobrązową okrywą włosową. Włosy na grzbiecie są ciemnobrązowe, a na brzuchu brązowe. Podszycie jest brązowoszare z niebieskim odcieniem. Posrebrzenie na tułowiu rozkłada się od połowy długości lisa, aż do nasady ogona. Pysk, łapy, brzuch i ogon (zakończony białym kwiatem) są brązowe.
Początek hodowli lisa pastelowego to rok 1972, gdy samica srebrnowłosa w jednej z poznańskich ferm urodziła miot, w którym były szczenięta czarno-srebrne i beżowe. Samica z miotem została nabyta przez ZHZF w Jeziorach Wielkich. Mutant był początkowo nazwany „perłą jeziora”, a potem lisem pastelowym (analogicznie do pastelowej nutrii i norki).
Prace hodowlaną rozpoczęto w 1976 w stadzie składającym się z 13 pastelowych samców i 9 samic oraz kilku srebrnych lisów – wektorów genu barwy brązowej.